# Abominator
Abominator ist eine australische Thrash-, Black- und Death-Metal-Band aus Melbourne, die im Jahr 1994 gegründet wurde.

## Geschichte
Die Band wurde im Jahr 1994 vom Sänger und Schlagzeuger Chris „Volcano“ Broadway, vorher bei Deströyer 666 tätig, und dem Gitarristen und Bassisten Andrew „Undertaker“ Gillon gegründet. Es folgte im Mai 1995 mit Barbarian War Worship ein erstes Demo, das sechs Lieder umfasste. Im selben Jahr stießen der Sänger und Gitarrist Deathsaw Dave und der Bassist Gary Gestapo zur Band. Im Folgejahr stieß der Bassist und Sänger Damon Bloodstorm zur Band. Im Jahr 1997 verließ Bassist Gestapo die Band. Daraufhin begann die Band mit den Arbeiten zum zweiten Demo The Conqueror Possessed. Währenddessen wurden die Aufnahmen des ersten Demos für eine Split-Veröffentlichung im September zusammen mit der schwedischen Band Mornaland verwendet. Nachdem Gitarrist und Sänger Deathsaw Dave die Band verlassen hatte und die Band somit nur noch ein Trio war, unterzeichnete die Gruppe einen Vertrag bei Necropolis Records, worüber im März 1999 das Debütalbum Damnation’s Prophecy erschien; das darauf enthaltene Lied Debauchery (The Sinner’s Hammer) erschien im selben Jahr außerdem auf der Kompilation Thrashing Holocaust von Necropolis Records. Bloodstorm und Broadway waren hierauf als Sänger zu hören. Als Bassist war hierbei Steve Culpitt, aka Steve Undinism, aka Haruko Yamashita, vertreten. Bloodstorm hatte seit 1999 aufgehört, den Bass zu spielen, um sich verstärkt auf den Gesang konzentrieren zu können. Culpitt sollte die Band nach Veröffentlichung des zweiten Albums verlassen. Während der Aufnahmen zu diesem zweiten Album trennte sich die Band von Necropolis Records und unterzeichnete einen Vertrag bei Osmose Productions, worüber Subversives for Lucifer erschien. Die Vinylversion des Albums enthielt zudem das Lied Urge to Retaliate als Bonus. Anfang 2001 kam Max Krieg als neuer Sänger zur Band. In dieser neuen Besetzung war die Band erstmals auf der DVD World Domination von Osmose Productions zu hören. Um das Album zu bewerben, hielt die Band zudem einige Auftritte ab, wobei Mick Warmonger als Bassist tätig war. Im September 2002 spielte die Band zusammen mit Mayhem Auftritte in Australien, bevor Valak Exhumer als neuer Bassist zur Band kam. Im Juni spielte die Band mit Incantation. Anfang August spielte die Band zusammen mit NunSlaughter in Adelaide. Im selben Monat folgten zudem Auftritte zusammen mit Sphagnum, Vaginal Carnage und Fuck…I’m Dead. Danach folgten die Aufnahmen des dritten Albums Nuctemeron Descent, sowie im Oktober ein Konzert zusammen mit Deströyer 666, Gospel of the Horns und Hobbs’ Angel of Death. Das Album erschien im Dezember 2003, wobei die Vinylversion des Albums auf 500 Stück limitiert war. Im Juli 2004 verließ Sänger Max Krieg die Band wieder, wodurch Abominator nicht am Bloodfest in Sydney teilnehmen konnte. Anfang 2005 unterzeichnete die Band einen Vertrag bei Displeased Records. Daraufhin begab sich die Gruppe in die Jam Tin Studios, um das nächste Album aufzunehmen, wobei die Besetzung hierbei aus dem Sänger und Gitarristen Andrew Undertaker, dem Bassisten Valak Exhumer und dem Schlagzeuger und Sänger Chris Broadway bestand. Das Album erschien im Mai 2006 unter dem Namen The Eternal Conflagration. Eine limitierte Vinylversion erschien zudem über Die Todesrune Records.

## Stil
Laut Martin Wickler vom Metal Hammer spielte die Band auf Damnations Prophecy eine Mischung aus Thrash- und Death-Metal. Blastbeats, gutturaler Gesang und schnell gespielte E-Gitarren waren hierbei charakteristisch. Schnell gespielte Instrumente und tiefer, gutturaler Gesang waren auch auf Subversives for Lucifer laut Stefan Müller vom Metal Hammer charakteristisch und beschrieb die Musik als eine Mischung aus Black- und Death-Metal. Ebenfalls schnellen und aggressiven Metal spielte die Band laut Martin Wickler auf Nuctemeron Descent, wobei er die Musik für wenig abwechslungsreich hielt. Die Musik auf Nuctemeron Descent wird von vielen Bands aus Australien als War Metal bezeichnet. Andrew Undertaker hielt diese Bezeichnung jedoch für wenig zutreffend, da dies mehr für Bands wie Bestial Warlust gelte. Die Band bezeichnete ihre Musik anfangs als „Carnage Metal“, wohingegen sie sie nun als „Black Death“ bezeichnet.

## Diskografie
- 1995: Barbarian War Worship (Demo, Eigenveröffentlichung)
- 1997: The Conqueror Possessed (Demo, Eigenveröffentlichung)
- 1997: Prelude to World Funeral… (Split mit Mornaland, Path of Enlightment Records)
- 1999: Damnations Prophecy (Album, Necropolis Records)
- 2001: Subversives for Lucifer (Album, Osmose Productions)
- 2003: Nuctemeron Descent (Album, Osmose Productions)
- 2006: The Eternal Conflagration (Album, Displeased Records)
- 2010: Barbarian War Worship (Kompilation, Nuclear War Now! Productions)
- 2015: Evil Proclaimed (Album, Hells Headbangers)